# كريس كينغ (لاعب هوكي الجليد)
كريس كينغ (بالإنجليزية: Kris King)‏ (و. 1966  م) هو لاعب هوكي الجليد كندي، ولد في بريسبريدج، أونتاريو.
.

## روابط خارجية
- كريس كينغ على موقع دوري الهوكي الوطني (الإنجليزية)
- كريس كينغ على موقع قاعة مشاهير الهوكي (لاعب أن.إتش.أل) (الإنجليزية)
- كريس كينغ على موقع EliteProspects.com (الإنجليزية)
- كريس كينغ على موقع HockeyDB.com (الإنجليزية)
- كريس كينغ على موقع Hockey-Reference.com (الإنجليزية)